# Perlongipalpus
Perlongipalpus es un género de arañas araneomorfas de la familia Linyphiidae. Se encuentra en la Rusia asiática y Mongolia.

## Lista de especies
Según The World Spider Catalog 12.0:
- Perlongipalpus mannilai Eskov & Marusik, 1991
- Perlongipalpus mongolicus Marusik & Koponen, 2008
- Perlongipalpus pinipumilis Eskov & Marusik, 1991
- Perlongipalpus saaristoi Marusik & Koponen, 2008